# أرماندو خوسيه فيرنانديز
أرماندو خوسيه فيرنانديز (بالبرتغالية: Armando José Fernandes‏) هو ملحن وعازف بيانو برتغالي، ولد في 26 يوليو 1906 في لشبونة في البرتغال، وتوفي في 3 مايو 1983.